# Campeonato Europeu de Futebol de 2004/Grupo D
Grupo D do Campeonato Europeu de Futebol de 2004, ou simplesmente Grupo D, foi um dos quatro grupos de competição para a Euro 2004 da UEFA. Seu primeiro confronto deu-se no dia 15 de Junho e o último no dia 23 de Junho de 2004.O grupo foi constituído pelas classificadas República Checa e Países Baixos, além das eliminadas Alemanha e Letónia.

## Classificação
| Equipa        | P | J | V | E | D | GM | GS | +/- |
| ------------- | - | - | - | - | - | -- | -- | --- |
| Tchéquia      | 9 | 3 | 3 | 0 | 0 | 7  | 4  | +3  |
| Países Baixos | 4 | 3 | 1 | 1 | 1 | 6  | 4  | +2  |
| Alemanha      | 2 | 3 | 0 | 2 | 1 | 2  | 3  | -1  |
| Letónia       | 1 | 3 | 0 | 1 | 2 | 1  | 5  | -8  |

## Jogos
| 15 de Junho 2004 | República Checa       | 2 – 1     | Letónia            | Estádio Municipal de Aveiro, Aveiro Público: 21.744 Árbitro: Gilles Veissière |
|                  | Baroš 73' · Heinz 85' | Relatório | Verpakovskis 45+1' |                                                                               |

| 15 de Junho 2004 | Alemanha   | 1 – 1     | Países Baixos      | Estádio do Dragão, Porto Público: 48.197 Árbitro: Anders Frisk |
|                  | Frings 30' | Relatório | van Nistelrooy 81' |                                                                |

| 19 de Junho 2004 | Letónia | 0 – 0     | Alemanha | Estádio do Bessa Século XXI, Porto Público: 22.344 Árbitro: Mike Riley |
|                  |         | Relatório |          |                                                                        |

| 19 de Junho 2004 | Países Baixos                 | 2 – 3     | República Checa                     | Estádio Municipal de Aveiro, Aveiro Público: 29.935 Árbitro: Manuel Mejuto González |
|                  | Bouma 4' · van Nilsterooy 19' | Relatório | Koller 23' · Baroš 71' · Šmicer 88' |                                                                                     |

| 23 de Junho 2004 | Países Baixos                        | 3 – 0     | Letónia | Estádio Municipal de Braga, Braga Público: 27.904 Árbitro: Kim Milton Nielsen |
|                  | van Nilsterooy 27'P 35' · Makaay 84' | Relatório |         |                                                                               |

| 23 de Junho 2004 | Alemanha    | 1 – 2     | República Checa       | Estádio José Alvalade, Lisboa Público: 46.849 Árbitro: Terje Hauge |
|                  | Ballack 21' | Relatório | Heinz 30' · Baroš 77' |                                                                    |